# Raoul Korner
Raoul Korner (Vienna, 2 aprile 1974) è un allenatore di pallacanestro austriaco.

## Palmarès
- Campionato austriaco: 1

WBC Wels: 2008-2009
- Campionato olandese: 1

EiffelTowers Den Bosch: 2011-12
- Coppa d'Olanda: 1

EiffelTowers Den Bosch: 2013
- Coppa d'Austria: 2

Mattersburg 49ers: 2002
WBC Wels: 2006